# Robert Anning Bell

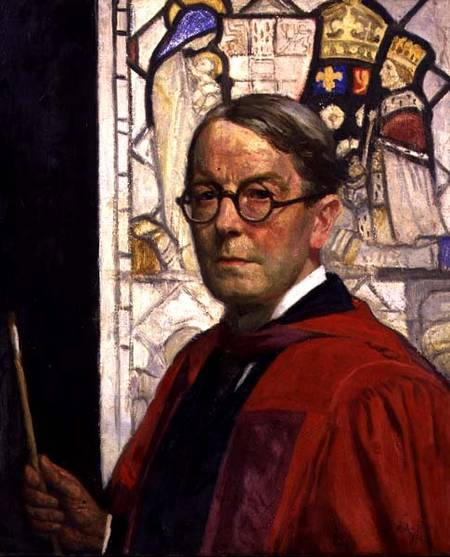
Autorretrato por Robert Anning Bell

Robert Anning Bell (Londres, 14 de abril de 1863 - 1933) fue un artista pintor y diseñador inglés.
Hijo de Robert George Bell y María Charlotte Knight. Estudió en la University College School, en el Westminster College of Art y en la Royal Academy, ampliando estudios después durante un tiempo en París. Al volver, compartió un estudio con George Frampton. Con Frampton realizó una serie de diseños para un retablo que se exhibieron en una exposición de Arts and Crafts y fue instalado en la Iglesia de Santa Clara, en Liverpool. Entre 1895 y 1899 Bell fue profesor en la Universidad de Liverpool, en la facultad de arquitectura. Durante este tiempo se asoció con Della Robbia Pottery en Birkenhead y fue adquiriendo cada vez más éxito como diseñador e ilustrador de libros.
En 1911 Bell fue nombrado jefe de la sección de diseño de la Glasgow School of Art y desde 1918 hasta 1924 fue profesor de diseño en el Royal College of Art. Continuó pintando y expuso en la Royal Academy of Arts, en New English Art Club y la Royal Watercolour Society.
En el Museo Nacional de Arte de Cataluña se puede ver una obra suya, un ex libris, el Ex-libris de Theodule, conde de Grammont, un fotograbado sobre papel hecho en 1896, proveniente de la colección de Alexandre de Riquer y adquirida por el museo en 1921.

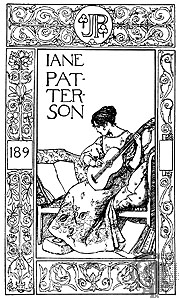
Ex libris para Jane Patterson (1890)
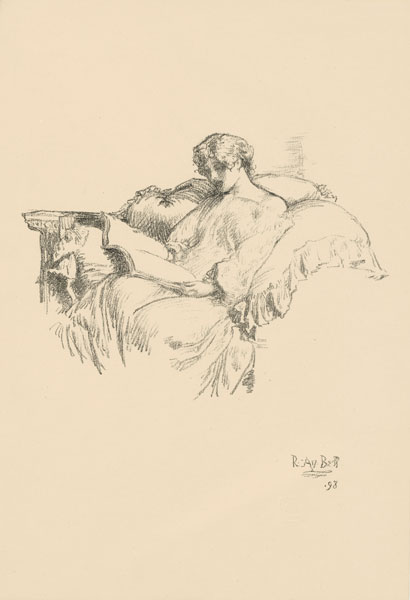
Joven leyendo (1898)
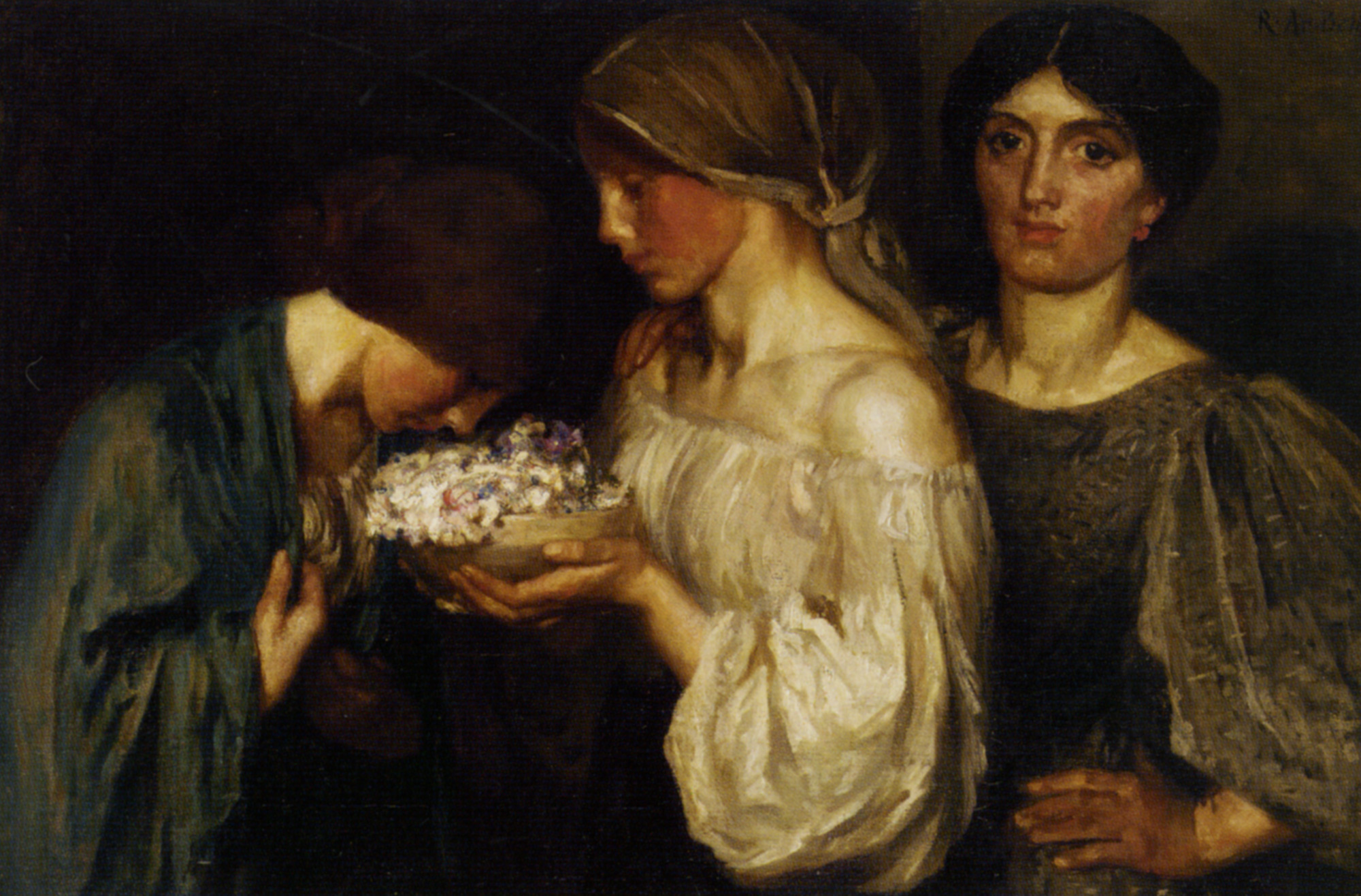
Fragante ramillete de flores (1900)
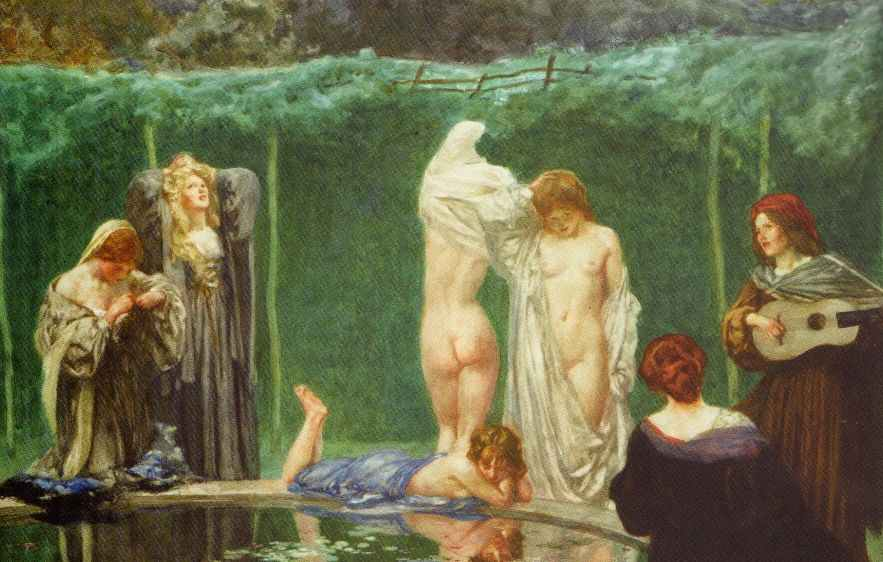
La piscina (c.1900)